# Únanov
Únanov (en allemand : Winau) est une commune du district de Znojmo, dans la région de Moravie-du-Sud, en République tchèque. Sa population s'élevait à 1 292 habitants en 2020.

## Géographie
Únanov se trouve à 6 km au nord du centre de Znojmo, à 52 km au sud-ouest de Brno et à 176 km au sud-est de Prague.
La commune est limitée par Plaveč au nord, par Tvořihráz et Suchohrdly à l'est, par Kuchařovice au sud, et par Znojmo et Hluboké Mašůvky à l'ouest.

## Histoire
La première mention écrite de la localité date de 1227.